# Biserica de lemn Sf. Arhangheli din Deag

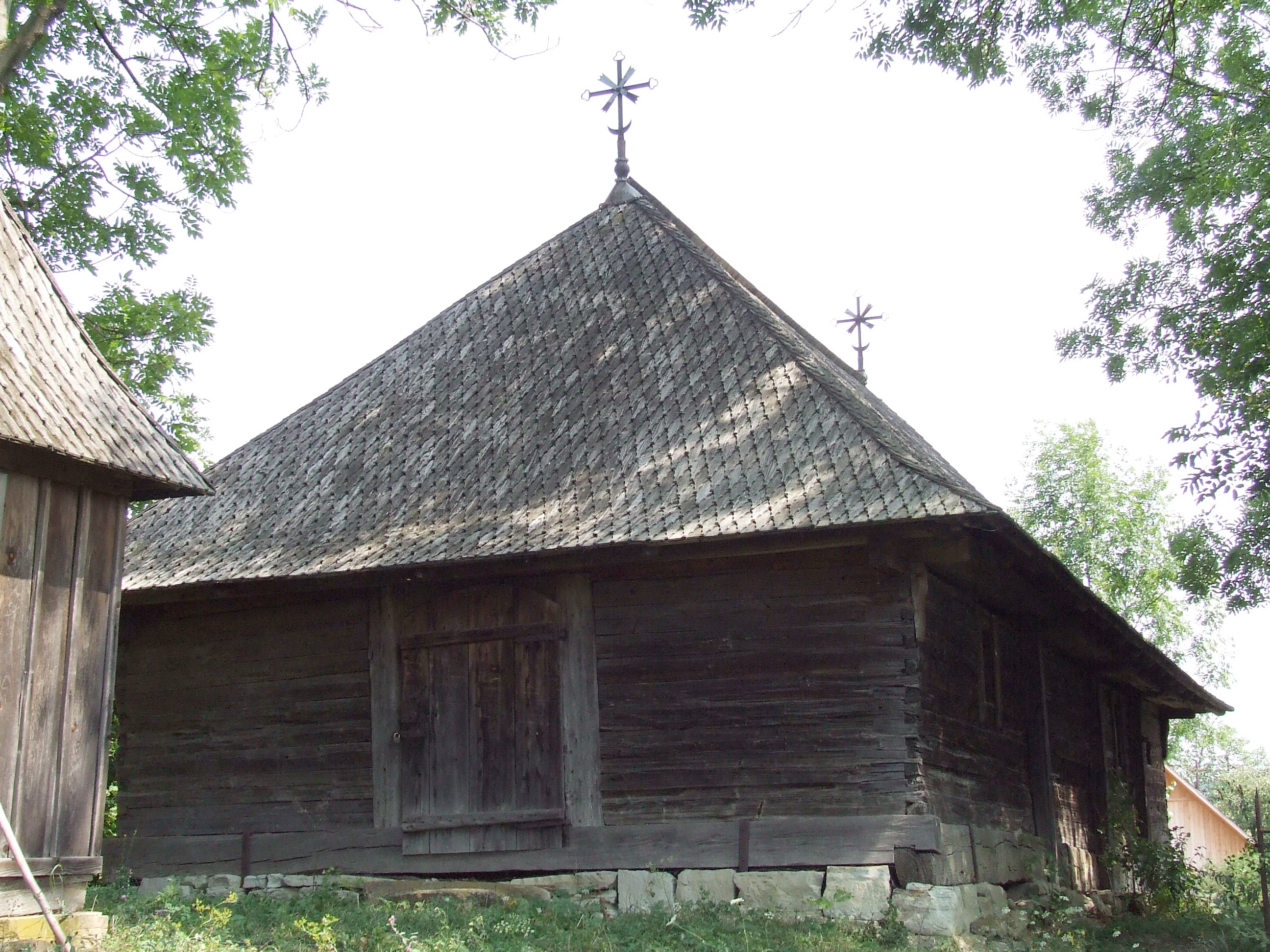
Biserica de lemn din Deag cu hramul Buna Vestire, județul Mureș. Foto: august 2009

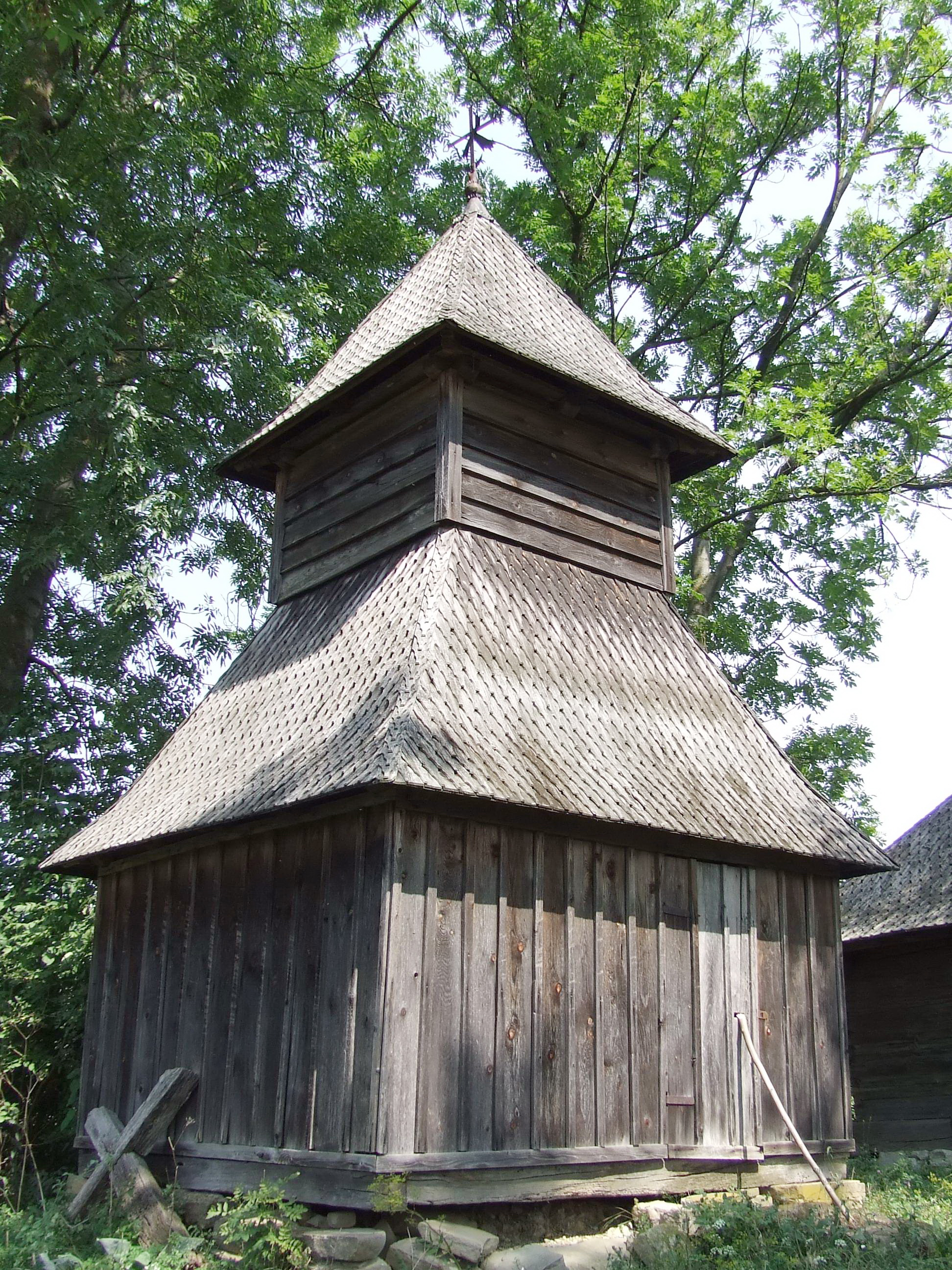
Clopotnița bisericii de lemn din Deag cu hramul Buna Vestire, județul Mureș. Foto: august 2009

Biserica de lemn Deag-Buna Vestire, din satul Deag, aparținător de orașul Iernut, județul Mureș, datează din anul 1765. Datarea acestei biserici nu este precisă, aceasta realizându-se pe baza unor icoane realizate de popa Nicolae zugrav, din 1764. Are hramul Buna Vestire și se află pe noua listă a monumentelor istorice înregistrată sub codul:  MS-II-m-A-15653.

## Istoric și trăsături
Aflată în apropierea celeilalte biserici de lemn din Deag, cea cu hramul Sfinții Arhangheli, biserica cu hramul Buna Vestire, are lungimea de 16,5 m iar lățimea aproximativ 5,5 m. În decursul timpului a suferit diferite modificări, cum ar fi lungirea ei sau schimbarea acoperișului de paie cu unul de șindrilă. Șematismul jubiliar al bisericii greco-catolice din anul 1900 precizează că în anul 1850 era acoperită cu paie. Tot atunci a fost renovată.
Pronaosul și naosul bisericii sunt acoperite de o boltă comună, semicilindrică. Absida altarului, care este dreptunghiulară, nedecroșată, este acoperită de o boltă semicilindrică mult mai mică și mai scurtă decât cea care acoperă naosul și pronaosul.
Pictura ce împodobește pereții acestei biserici este mai puțin bine păstrată comparativ cu pictura bisericii vecine, cea cu hramul Sfinții Arhangheli. 

## Imagini

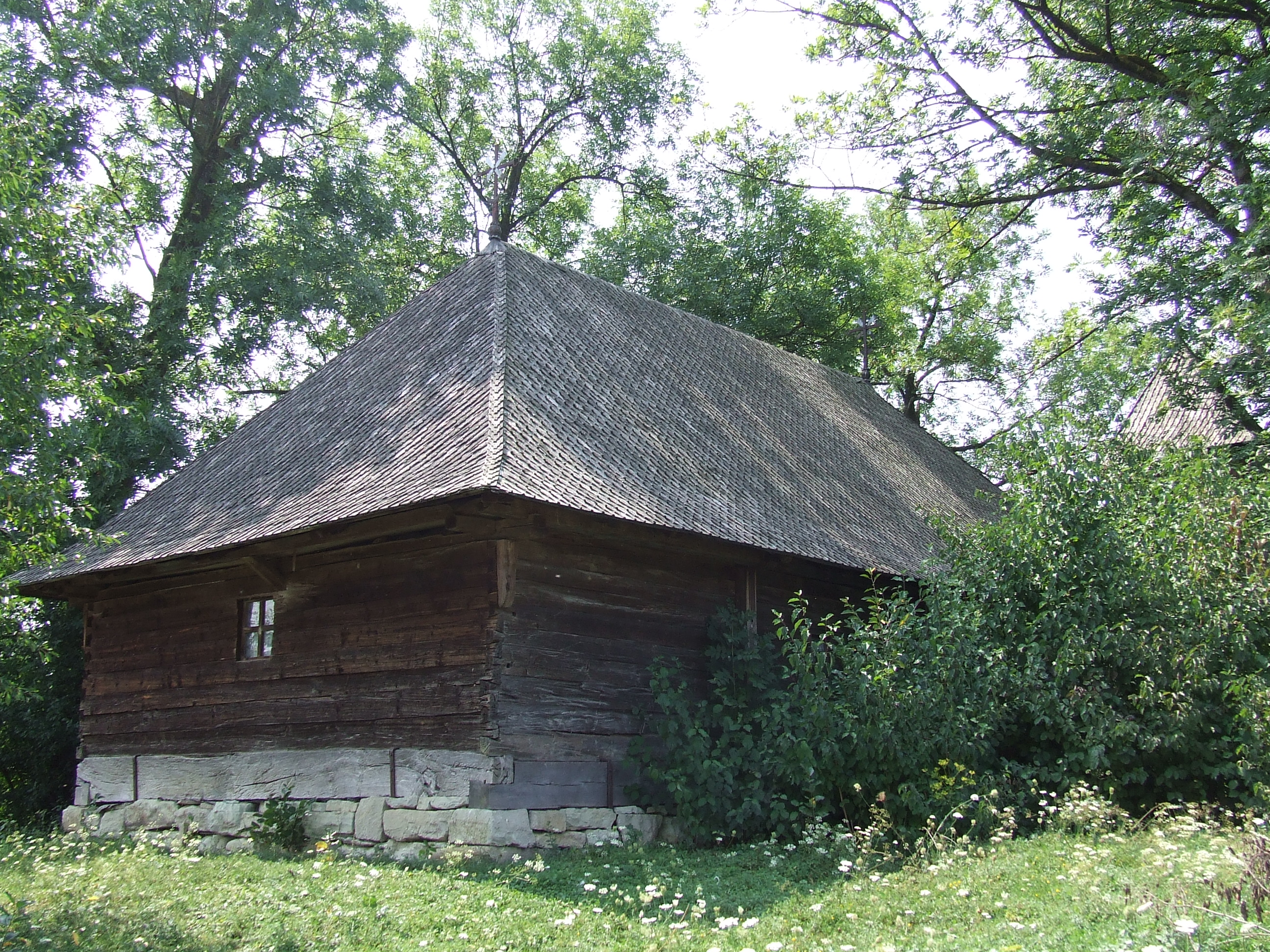
Vedere de ansamblu din nord-est
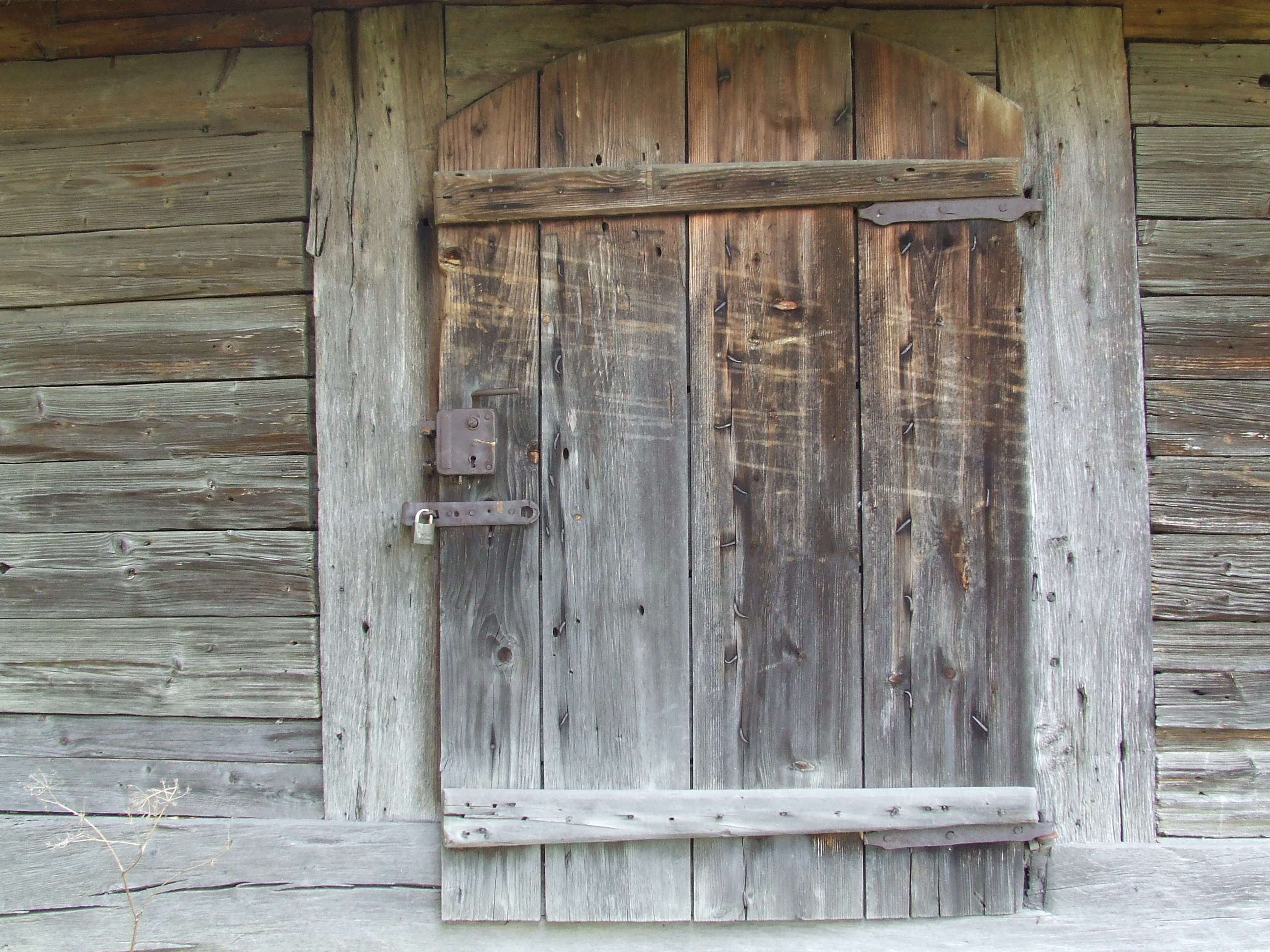
Intrarea în biserică
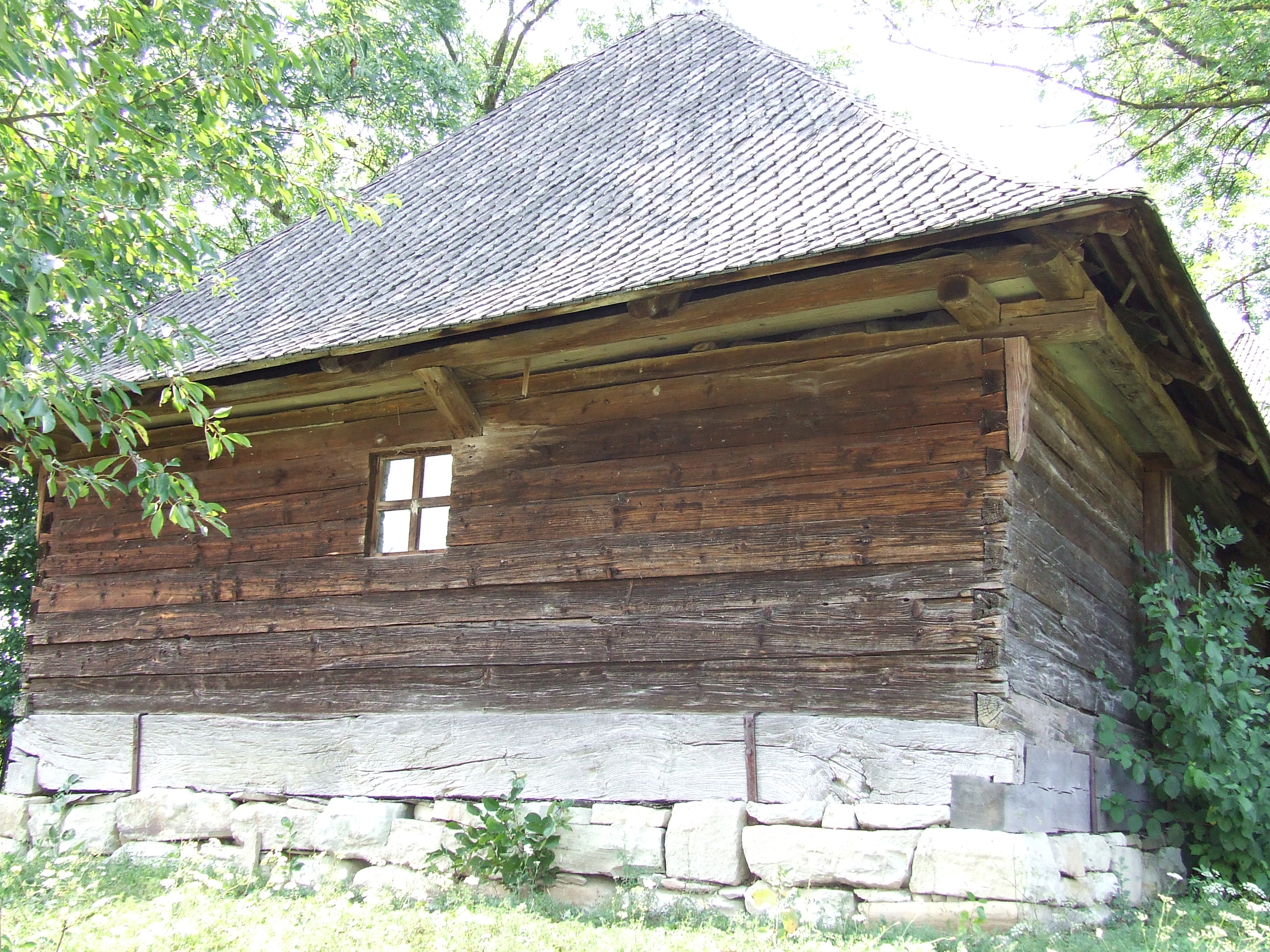
Absida altarului
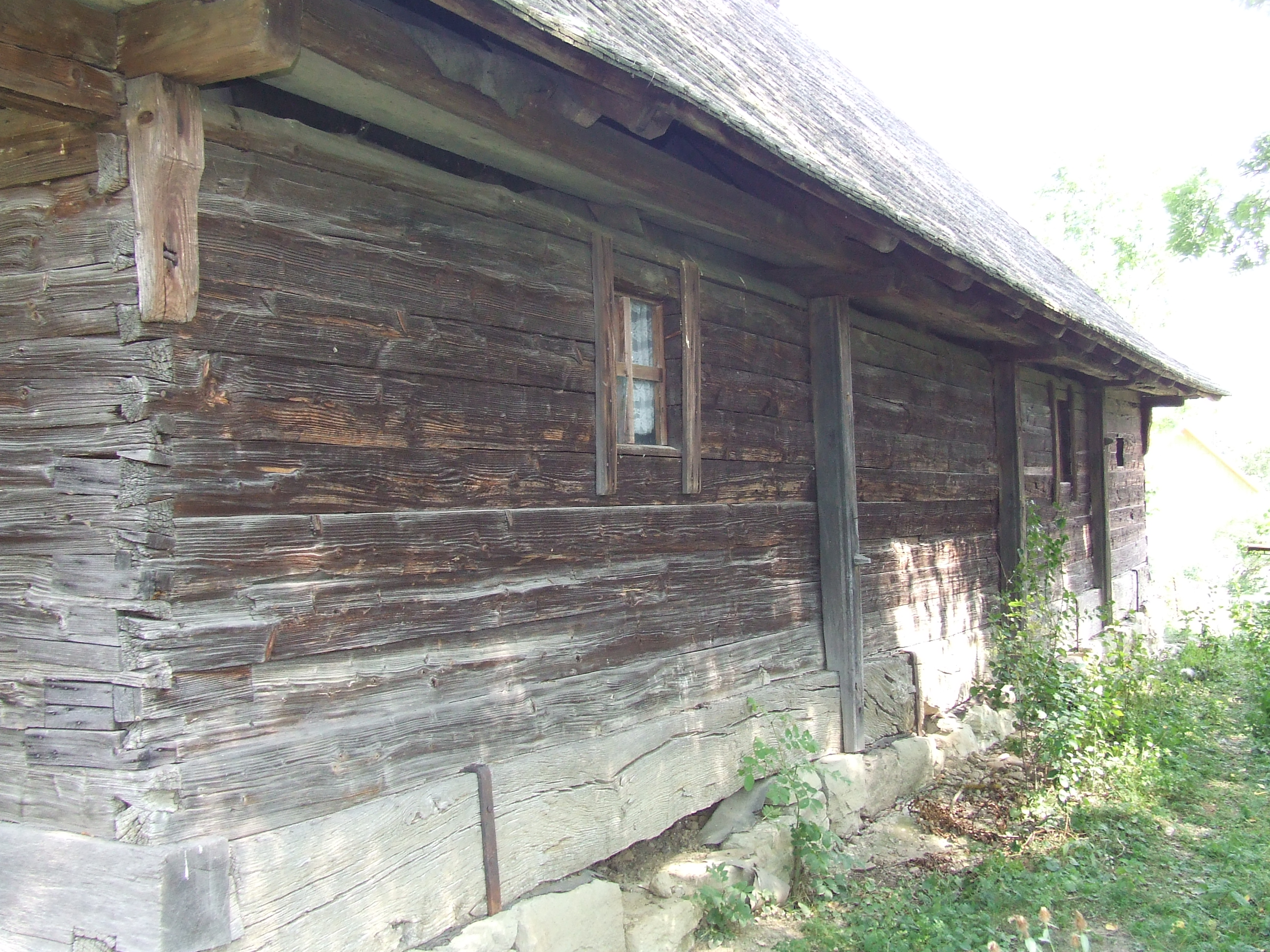
Latura de sud a bisericii
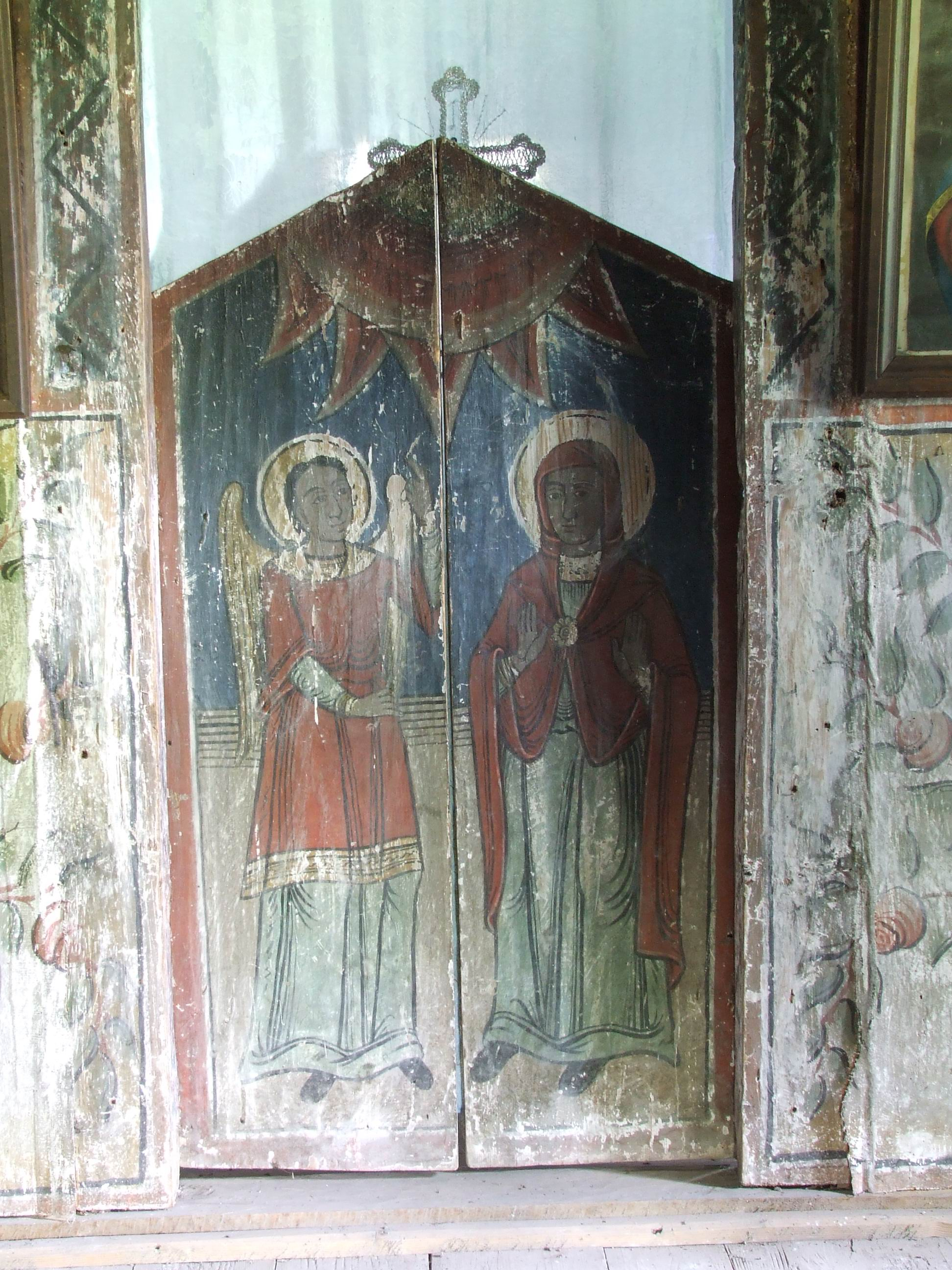
Ușile împărătești
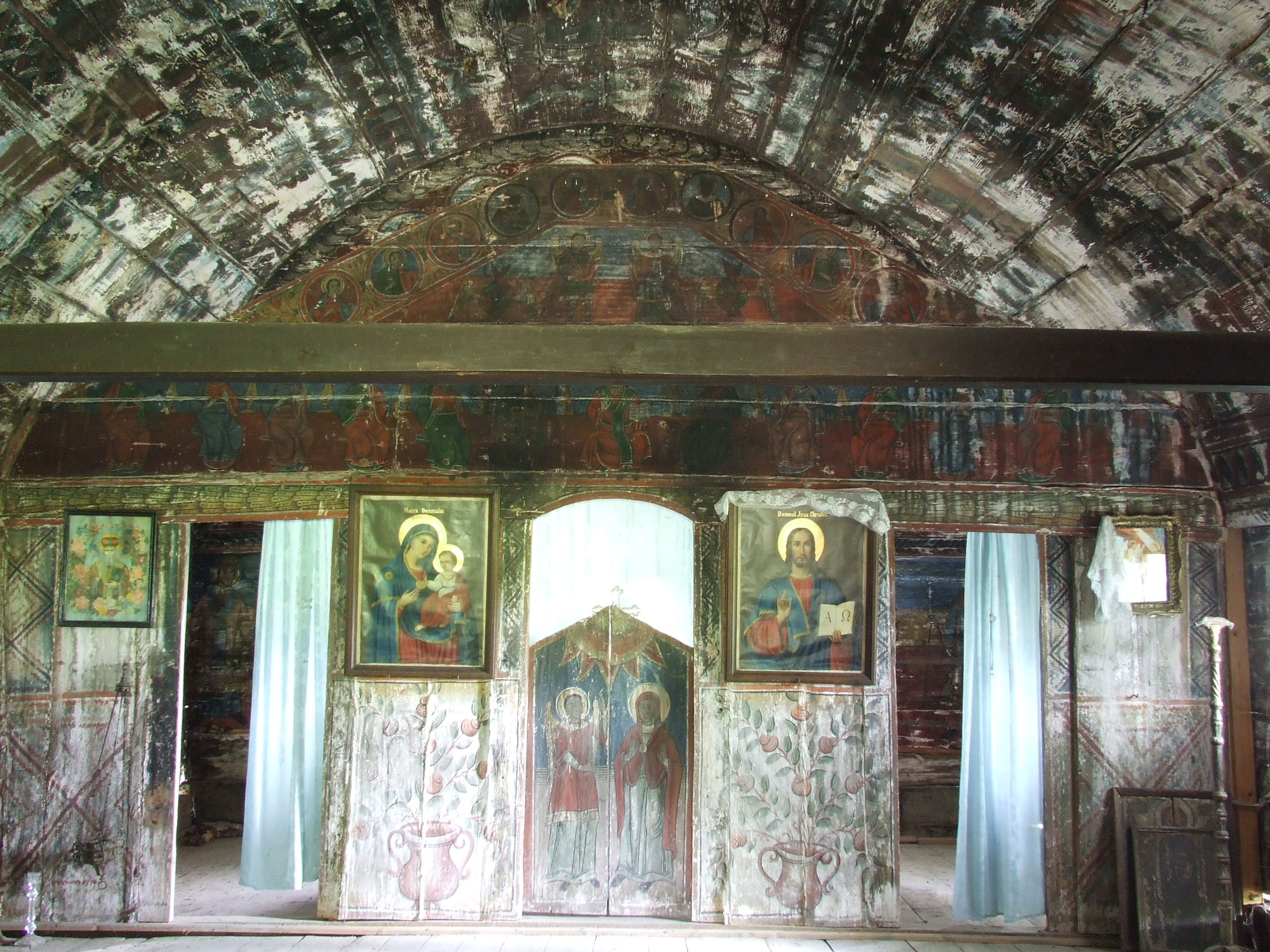
Vedere din naos spre iconostas
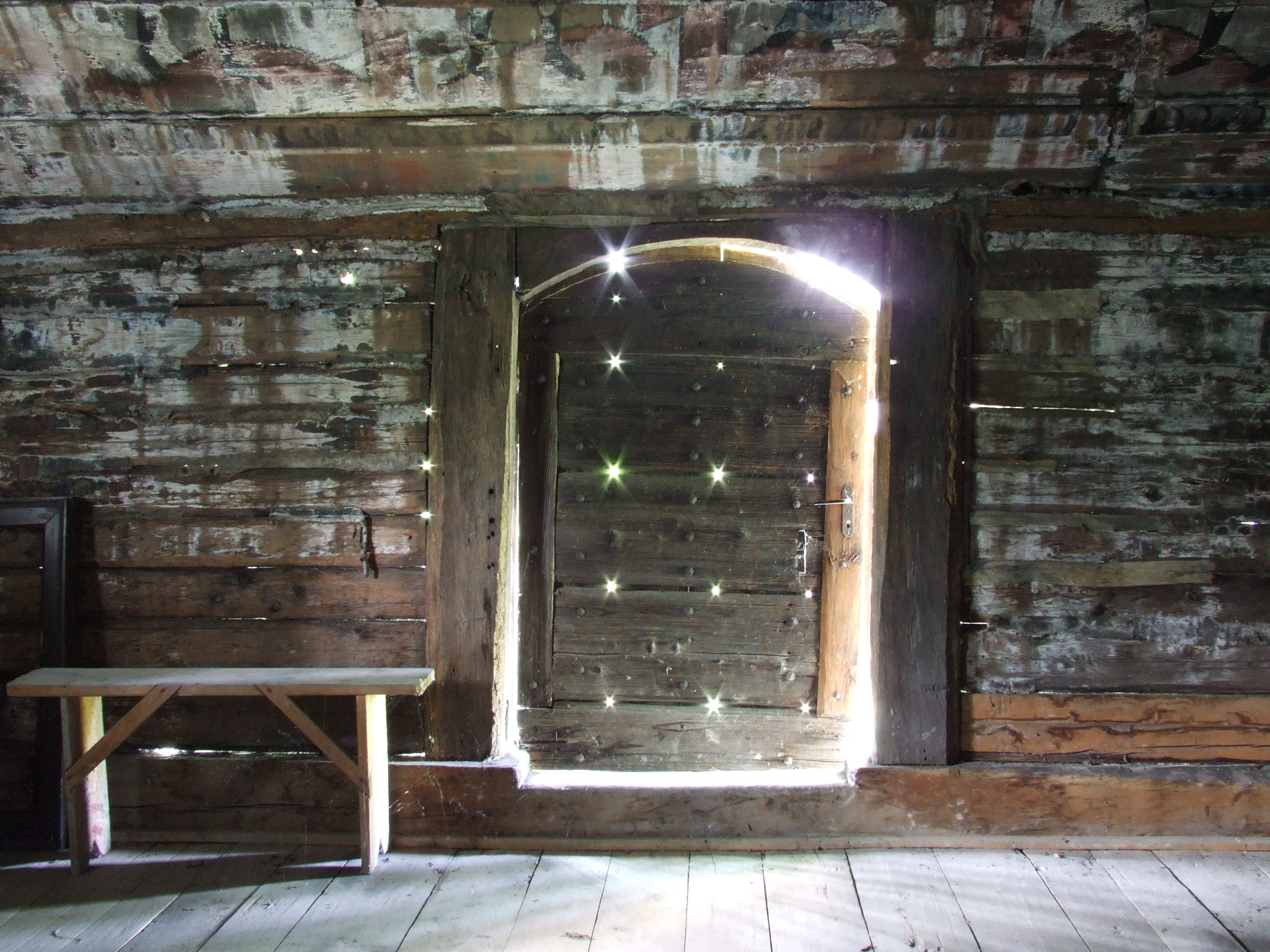
Peretele de vest. Vedere din pronaos
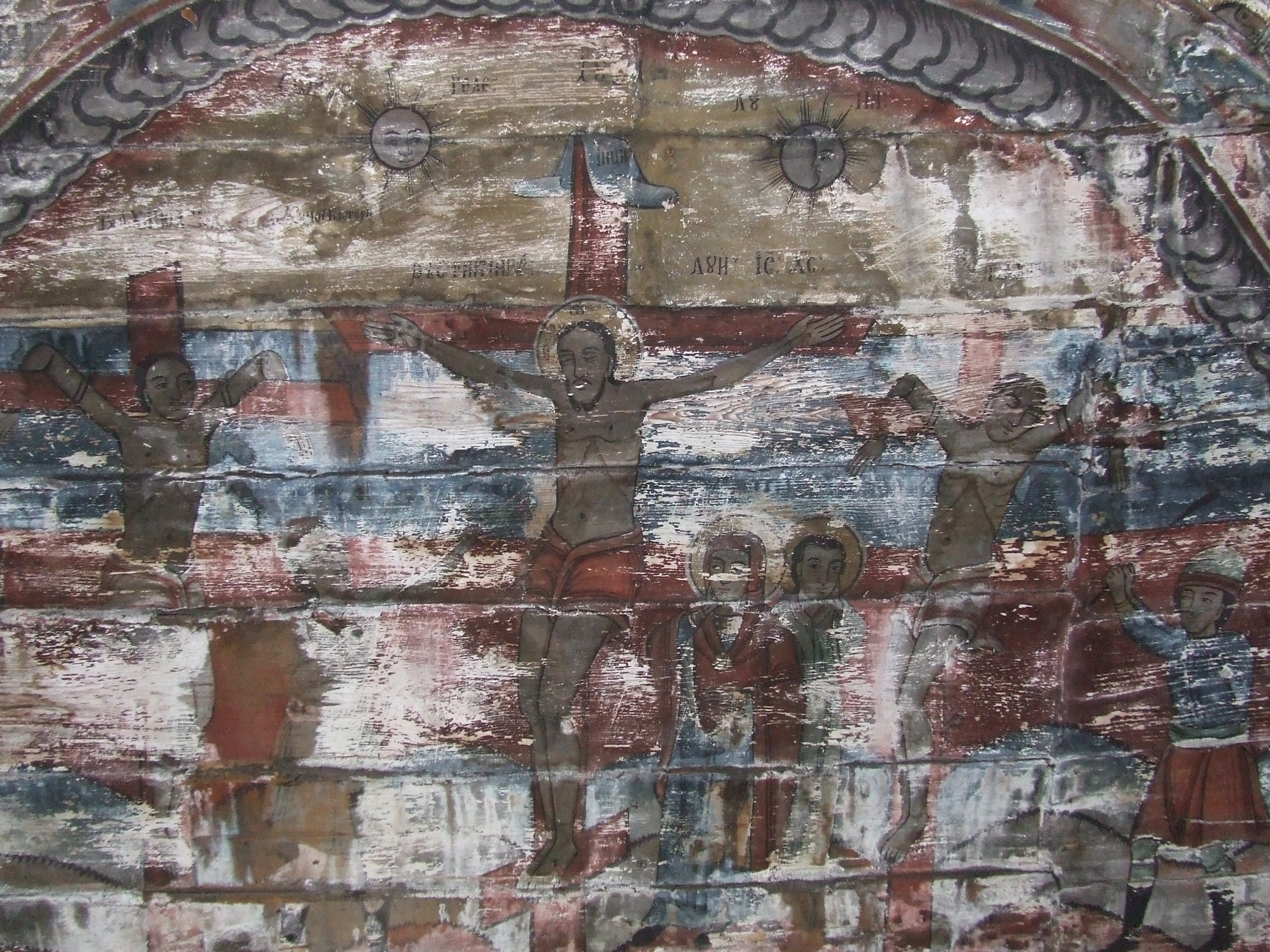
Răstignirea Domnului Nostru Isus Cristos